# Arrondissements du département du Jura

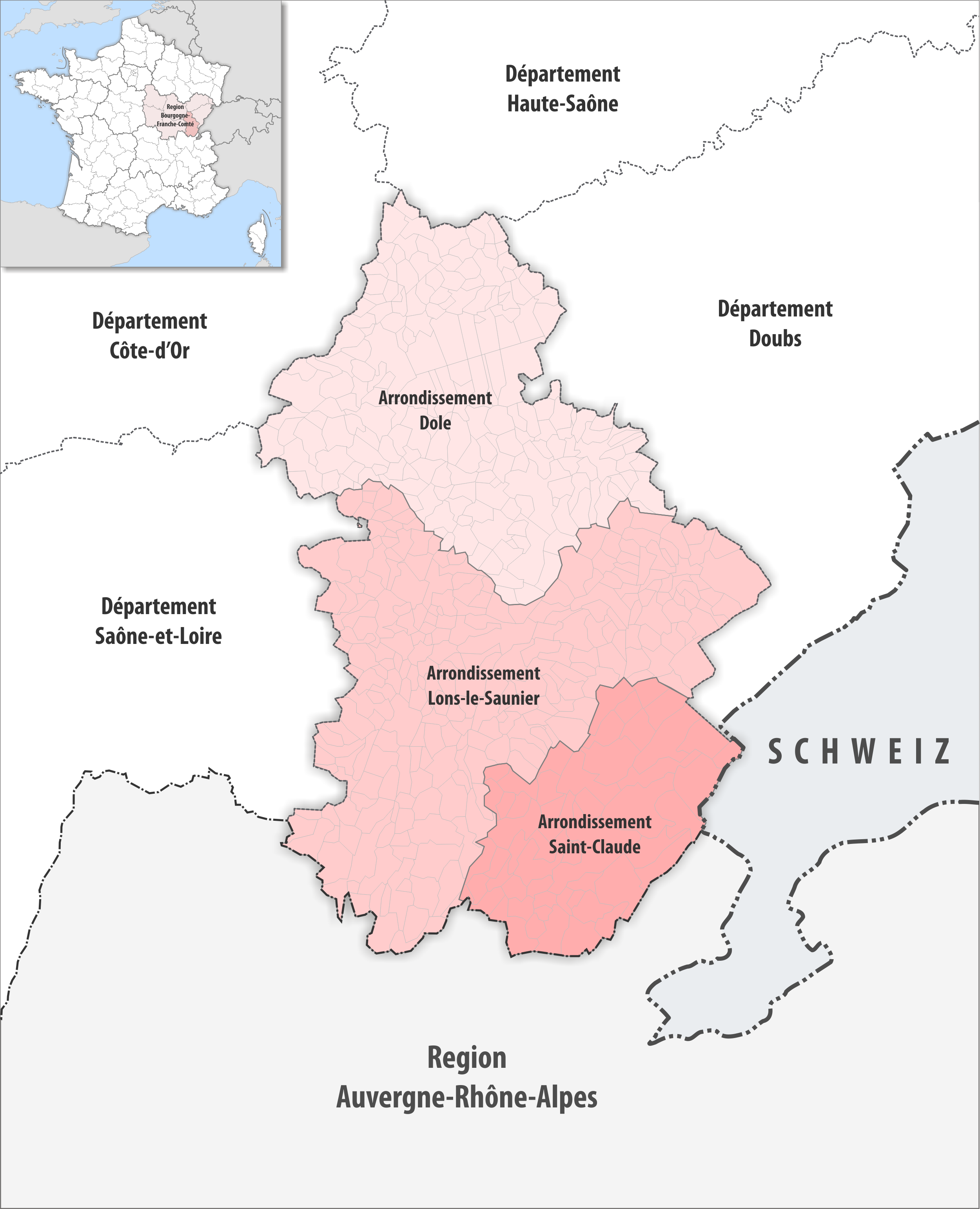
Les arrondissements du département du Jura en 2019.

Le département du Jura  comprend trois arrondissements.

## Composition
| Nom                               | Code Insee | Superficie (km2) | Population (dernière pop. légale) | Densité (hab./km2) | Modifier             |
| --------------------------------- | ---------- | ---------------- | --------------------------------- | ------------------ | -------------------- |
| Arrondissement de Dole            | 391        | 1 769,50         | 106 061 (2022)                    | 60                 | modifier les données |
| Arrondissement de Lons-le-Saunier | 392        | 2 271,90         | 104 261 (2022)                    | 46                 | modifier les données |
| Arrondissement de Saint-Claude    | 393        | 957,80           | 48 083 (2022)                     | 50                 | modifier les données |
| Jura                              | 39         | 4 999,00         | 258 405 (2022)                    | 52                 | modifier les données |

## Histoire
- 1790 : création du département du Jura avec six districts : Dole, Lons-le-Saunier, Orgelet, Poligny, Saint-Claude, Salins
- le district de Salins devient ensuite le district d'Arbois
- 1800 : création des arrondissements : Dole, Lons-le-Saunier, Poligny, Saint-Claude
- 1926 : suppression de l'arrondissement de Poligny